# 郑西客运专线
郑西客运专线是一条连接中华人民共和国河南省郑州市与陕西省西安市的高速铁路，线路由郑州东站至西安北站，全长484公里，设12个车站，由铁道部和河南省、陕西省政府投资，共同興建。设计的最高速度为350km/h，近期最高运营时速為300km/h。郑西客运专线于2010年2月6日正式开通运营。
郑西客运专线作为郑西快速客运通道，是徐兰客运专线最先通车的重要组成部分，也是第一条连接中国中部与西部地区的高速铁路。

## 概况
郑西铁路客运专线东起郑州枢纽的郑州东站，向西经过洛阳市、三门峡市及渭南市，西至西安枢纽的西安北站，分别连接京广通道（包括京广深客运专线）、大湛通道及包柳通道。正线长456.639公里，另由西安北站向西延伸至陇海线咸阳西站，线路长27.879公里。沿线新建新荥阳、新巩义、洛阳南、新渑池、三门峡南、新灵宝、新华山、新渭南、新临潼、西安北（以上为当时名称）共10个车站，其中荥阳南站和临潼东站无站房。在建的郑西客运专线工程由郑州枢纽配套工程、郑州（郑州东）至西安（临潼东）段以及西安枢纽配套工程三部分组成。
在郑州东站建成以前，郑西客专先经荥阳线路所－郑州西站－郑州站的联络线，引入既有的郑州站（改造增加站台1座、到发线2条），联络线限速160km/h。郑州东站建成后，大部分列车改由郑州东站始发，但另有部分列车仍由郑州站始发。乘客在郑州东站可零距离换乘郑州地铁1号线和郑州地铁5号线，在郑州站可换乘郑州地铁1号线。
同樣，在咸阳西站、西安北站建成以前，暂时经新临潼站－窑村站－西安站的联络线引入西安站。2010年，临潼东站至咸阳西站的西安枢纽客运北环线（西安北至咸阳西时速250km/h）和西安北站建成运营，列车现在始发和终到都引入西安北站（可零距离换乘西安地铁2号线或在北广场换乘西安地铁4号线）。
大西客运专线在渭南北站与郑西客运专线汇合，但线路本身不合并；双方都保持复线，4线平行进入西安北站。

## 沿途各站
| 车站名称                                                                     | 建设期间名称 | 所在区域 | 所在区域 | 所在区域 | 启用日期             | 连接铁路                                                                      | 城市轨道交通换乘路线                       | 图片 |
| ---------------------------------------------------------------------------- | ------------ | -------- | -------- | -------- | -------------------- | ----------------------------------------------------------------------------- | ------------------------------------------ | ---- |
| 郑西客运专线                                                                 |              |          |          |          |                      |                                                                               |                                            |      |
| 郑州东站                                                                     |              | 河南省   | 郑州市   | 金水区   | 2012年9月28日        | 郑徐客运专线 京广客运专线 郑渝高速铁路 郑阜高速铁路 郑开城际铁路 郑机城际铁路 | 郑州地铁1号线 郑州地铁5号线 郑州地铁8号线  |      |
| 郑州站 （经由郑荥联络线、陇海铁路）                                          |              | 河南省   | 郑州市   | 二七区   | 1904年（非新建车站） | 京广铁路 陇海铁路 郑焦城际铁路                                                | 郑州地铁1号线 郑州地铁10号线               |      |
| 中原站 （经由郑荥联络线）                                                    |              | 河南省   | 郑州市   | 中原区   | 1956年（非新建车站） | 陇海铁路                                                                      | 郑州地铁5号线(月季公园站)                  |      |
| 郑州西站                                                                     | 荥阳南站     | 河南省   | 郑州市   | 荥阳市   | 2015年12月18日       |                                                                               | 郑州地铁10号线                             |      |
| 巩义南站                                                                     | 新巩义站     | 河南省   | 郑州市   | 巩义市   | 2010年2月6日         |                                                                               |                                            |      |
| 洛阳龙门站                                                                   | 洛阳南站     | 河南省   | 洛阳市   | 洛龙区   | 2010年2月6日         | 郑洛城际铁路 焦洛城际铁路 洛平城际铁路                                        | 洛阳轨道交通2号线                          |      |
| 渑池南站                                                                     | 新渑池站     | 河南省   | 三门峡市 | 渑池县   | 2010年2月6日         |                                                                               |                                            |      |
| 三门峡南站                                                                   | 三门峡南站   | 河南省   | 三门峡市 | 陕州区   | 2010年2月6日         |                                                                               |                                            |      |
| 灵宝西站                                                                     | 新灵宝站     | 河南省   | 三门峡市 | 灵宝市   | 2010年2月6日         |                                                                               |                                            |      |
| 华山北站                                                                     | 新华山站     | 陕西省   | 渭南市   | 华阴市   | 2010年2月6日         |                                                                               |                                            |      |
| 渭南北站                                                                     | 新渭南站     | 陕西省   | 渭南市   | 临渭区   | 2010年2月6日         | 大西客运专线                                                                  |                                            |      |
| 临潼东站                                                                     | 新临潼站     | 陕西省   | 西安市   | 临潼区   | 未开通               |                                                                               |                                            |      |
| 西安北站                                                                     |              | 陕西省   | 西安市   | 未央区   | 2011年1月11日        | 大西客运专线 西宝客运专线 西成客运专线 银西高速铁路                           | 西安地铁2号线 西安地铁4号线 西安地铁14号线 |      |
| 注： - 中原站为会让站，不办理客运业务。 - 临潼东站为预留车站，启用日期待定。 |              |          |          |          |                      |                                                                               |                                            |      |

## 施工技术
该线的无砟轨道采用从德国旭普林引进的双块式无砟轨道技术。

## 重点工程
- 张茅隧道：位于河南省陕县境内，全长8460m。
- 函谷关隧道：位于河南省灵宝市函谷关镇境内，全长7851m。由中铁三局承建，于2008年9月3日贯通[3]。
- 秦东隧道：位于陕西省潼关县境内，全长7685m。

## 历史
- 2004年，郑西客运专线经国务院批准建设。
- 2005年9月25日，郑西铁路客运专线开工建设。
- 2006年3月7日，郑西客运专线项目路基分部在郑州开始施工。
- 2006年12月23日，郑西客运专线洛阳段开工建设。
- 2007年10月1日，郑西高铁无砟轨道工程试验段开始施工。
- 2008年6月5日，郑西客运专线洛河特大桥开始横跨洛河主河道。
- 2008年7月10日，郑西客运专线洛阳段首座转体桥梁合龙。
- 2008年10月31日，郑西客运专线河南省境内最长的铁路桥——偃师特大桥顺利合龙。
- 2008年11月19日，郑西客运专线洛河特大桥顺利合龙。
- 2008年12月9日，郑西客运专线洛阳南站开工建设。
- 2008年12月15日，郑西客运专线项目全线隧道工程贯通。
- 2009年1月18日，郑西客运专线全线桥梁工程完工。
- 2009年3月5日，郑西客运专线全线开始铺轨。
- 2009年5月20日，郑西客运专线全线无砟轨道施工完成。
- 2009年6月17日，郑西客运专线洛阳南站正线铺轨完毕。
- 2009年6月29日，郑西客运专线全线铺轨完成。
- 2009年7月30日，郑西客运专线供电、电力、通信、信号“四电”工程完成。
- 2009年9月14日，郑西客运专线郑州至洛阳段试通车。
- 2009年12月11日，郑西客运专线上“和谐号”高速动车组单组试验最高时速达到394.2公里。
- 2009年12月28日，郑西客运专线全线试运行。
- 2010年1月28日，郑西客运专线“和谐号”高速动车组从西安站至郑州站载客用时1小时48分，中途最高时速达352公里。
- 2010年2月6日，郑西客运专线正式投入运营。
- 2011年1月11日，郑西客运专线西安北站部分启用，郑西客运专线所有列车均改为西安北站始发终到。
- 2011年7月1日，为配合全国铁路调图，列车运营速度下降，分为时速300公里及250公里，300公里的班次为G字头，250公里班次为D字头。
- 2012年9月28日，郑西客运专线郑州东站启用，部分列车改由郑州东站始发。

## 行车时间
往返郑州及西安的G2008/G2009次，需时1小时58分，其余车次需时2小时13分至2小时45分。